# Francisco Parras i Collado
Francisco Parras i Collado   (Alcalá la Real, 16 de novembre de 1934) és un sindicalista i polític català.

## Trajectòria
El 1956 s'establí a Santa Coloma de Gramenet. A partir de 1960 fou un dels principals responsables de la reconstrucció clandestina tant de la UGT de Catalunya com de la Federació Catalana del PSOE, raó per la qual fou un dels represaliats per activitats sindicals a l'empresa Hispano Olivetti. Fou membre del Comitè Nacional de la Federació Catalana del PSOE de 1960 a 1970.
Va representar la Federació Catalana del PSOE a l'Assemblea de Catalunya amb Josep Valentín i Anton i quan es produí la unificació del PSC-PSOE el 1978 fou elegit primer secretari del partit a Barcelona. Fou candidat del PSC-PSOE per província de Barcelona a les eleccions generals espanyoles de 1979. No fou escollit, però substituí en el seu escó Eduard Martín Toval quan aquest dimití per presentar-se a les eleccions al Parlament de Catalunya de 1980.